# Одно раннее воспоминание Леонардо да Винчи
«Одно раннее воспоминание Леонардо да Винчи» (нем. Eine Kindheitserinnerung des Leonardo da Vinci) — очерк Зигмунда Фрейда, опубликованный в 1910 году. На русском языке известен как «Леонардо да Винчи. Воспоминание детства» и «Воспоминания Леонардо да Винчи о раннем детстве». Содержит попытку психоаналитической интерпретации автобиографических заметок художника и его картины «Святая Анна с Мадонной и младенцем Христом».

## Общее содержание психоаналитической концепции творчества Леонардо да Винчи

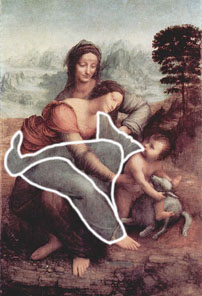
Леонардо да Винчи. Святая Анна с Мадонной и младенцем Христом. 1508—1510. Дерево, масло. Лувр, Париж. Схема: очертания коршуна, образованные складками одежд святой Анны

В 1508—1510 годах выдающийся художник эпохи Высокого Возрождения Леонардо да Винчи написал картину на редкую для Италии иконографию «Анна втроём» (Анна Меттерца, или «Анна сама третья»), в которой Дева Мария изображена сидящей на коленях у своей матери Анны, удерживая младенца Иисуса. Из «Жизнеописаний наиболее знаменитых живописцев, ваятелей и зодчих» Дж. Вазари известно, что работа на тему «Анна втроём» была заказана в качестве верхнего запрестольного образа для церкви Сантиссима-Аннунциата во Флоренции.
Таинственной личностью Леонардо да Винчи и некоторыми странностями его творчества занимались не только историки искусства, но и психологи. Классик психоанализа Зигмунд Фрейд посвятил творчеству художника и, в частности, его картине «Анна втроём», небольшую работу «Одно раннее воспоминание Леонардо да Винчи» (нем. Eine Kindheitserinnerung des Leonardo da Vinci), а также капитальную монографию «Леонардо да Винчи», опубликованную на русском языке в 1912 году и ставшей классикой психологии искусства.
Согласно интерпретации Фрейда, картина «Святая Анна с Мадонной и младенцем Христом» отражает детские воспоминания Леонардо о матери, крестьянке Катерине, с которой он был разлучён, как считает исследователь, между тремя и пятью годами. В этот период Леонардо воспитывался в семье отца, Пьеро да Винчи, который женился на богатой и знатной донне Альбиере, убедившись, что супруга не может иметь детей, решил забрать сына к себе. По мнению Фрейда, Дева Мария и её мать Анна в этой картине отображают «двух матерей» художника — родную и мачеху, причём Анна, являющаяся «проекцией» Катерины, улыбается той же загадочной улыбкой, что и Джоконда, Иоанн Креститель и персонажи других полотен Леонардо (Фрейд видит в этом характерном выражении лица сохранившееся в памяти Леонардо воспоминание о материнской улыбке ). В складках одежд святой Анны Фрейд усматривает очертания коршуна, фигурирующего в детском воспоминании Леонардо, которое тот описал в своём дневнике:

«Когда я ещё лежал в колыбели, слетел ко мне коршун, открыл мне своим хвостом рот и несколько раз этим хвостом ударил меня по губам». Это воспоминание Фрейд связывает с подсознательными воспоминаниями о сосании материнской груди
Для подтверждения этой гипотезы автор ссылается на египетскую традицию, где иероглифическое изображение коршуна являлось символом богини-матери Мут. Не менее важной является и причина, побудившая Леонардо да Винчи напомнить себе эпизод с коршуном: это воспоминание было записано после того, как художник «прочёл однажды у отца церкви или в естественно-исторической книге о том, что коршуны все самки и умеют размножаться без помощи самцов». По мнению Фрейда, прочитанный сюжет мог вызвать в сознании Леонардо сразу несколько ассоциаций: матери — с коршуном, а себя, соответственно, — с детёнышем коршуна. Впрочем, отождествление себя с детёнышем этой птицы могло быть вызвано не только тем, что мать-«коршун» воспитывала сына без участия отца, ушедшего к другой женщине. В одном из текстов Гораполлона Фрейд нашёл упоминание о том, что коршуны, будучи однополыми существами, «зачинают от ветра». Если Леонардо также был знаком с этим источником, то он мог подсознательно связать эти слова с фактом своего незаконного рождения. Фрейд развивает эту концепцию как часть своих исследований проблемы сублимации половых инстинктов, в частности, продуктивности Леонардо как учёного и художника, а также его предполагаемой гомосексуальной ориентации.
Фрейд видел цепь ассоциаций во сне мальчика: от материнской груди к птичьему хвосту и пенису. Исследование женской природы и анатомии матери, которое считалось запретным, сублимировалось жаждой исследований явлений природы, анатомии человека и изобретением различных механизмов. В отношении картины со Святой Анной Фрейд выдвинул тезис о том, что картина содержит историю детства Леонардо. Фигура отца отсутствует. Леонардо воспитывался двумя матерями, его биологической женой и молодой женой его дедушки, в чей дом он был принят, когда ему было шесть лет. Этим же объясняется и сходство черт двух изображенных женщин, почти не различающихся по возрасту. Обе загадочные улыбки пробуждают в живописце память о матери его ранних детских лет.
По мнению Фрейда, большое влияние на формирование личности Леонардо оказали и некоторые другие факторы. Одним из них стало влияние особенностей поведения отца. Психоаналитик обратил внимание, что великий художник «любил блеск и красивые одежды, держал слуг и лошадей, несмотря на то, что он, по словам Вазари, „почти ничего не имел и мало работал“». Причину этого противоречия Фрейд усмотрел в подсознательном желании «копировать отца и его превзойти». Недостаток внимания со стороны Пьеро да Винчи также наложил отпечаток на характер Леонардо: тот «создавал свои творения и больше о них не заботился, как его отец не заботился о нём». Именно этим Фрейд объясняет наличие у Леонардо немалого количества незавершённых работ. Показательно, что период наивысшего творческого расцвета совпал у художника со временем его службы у герцога Лодовико Моро, который оказался для Леонардо «заместителем отца». Этому человеку и впрямь были свойственны некоторые черты, отличавшие Пьеро да Винчи (в частности, честолюбие и пристрастие к роскоши). Подсознательное соперничество с «заместителем отца» стало причиной появления признанных шедевров, среди которых — «Тайная вечеря» (1495—1498) и «Дама с горностаем» (1489—1490, портрет любовницы герцога Чечилии Галлерани). После смерти покровителя, наступившей 27 мая 1508 года, в психике великого мастера начинает развиваться «процесс, который можно приравнять к регрессированию у невротиков» и который привёл к тому, что творческая деятельность мало-помалу вытеснилась исследовательской работой. По мнению Фрейда, такие перемены были вполне естественными для Леонардо: «Развившийся при половом созревании художник пересиливается определившимся в детстве исследователем. <…> Его далёкое детство получило над ним власть».

## Критика
Многие положения, выдвинутые Фрейдом в данной работе, впоследствии подверглись критике. В частности, кандидат философских наук А. В. Соколов в предисловии к советскому изданию очерка указал на следующие неточности, отразившиеся на его научной ценности:
- утверждение Фрейда о том, что Леонардо провёл первые три года жизни вместе с родной матерью, находит подтверждение лишь в отдельных источниках, тогда как данных в пользу того, что ребёнок оказался у приёмной матери уже на первом году жизни, имеется намного больше[12];
- перевод дневниковой записи Леонардо, которым воспользовался Фрейд, оказался неправильным: в оригинале упоминался не коршун, а ястреб, «поэтому расшифровка его <коршуна> как символа, выводящая на богиню Мут, а затем на решающее для дальнейшей судьбы Леонардо инфантильное сексуальное исследование — вся эта линия рассуждения повисает в воздухе»[13].